# Košice-Sever

Plaatsbepaling van het stadsdeel Sever binnen de stad Košice.

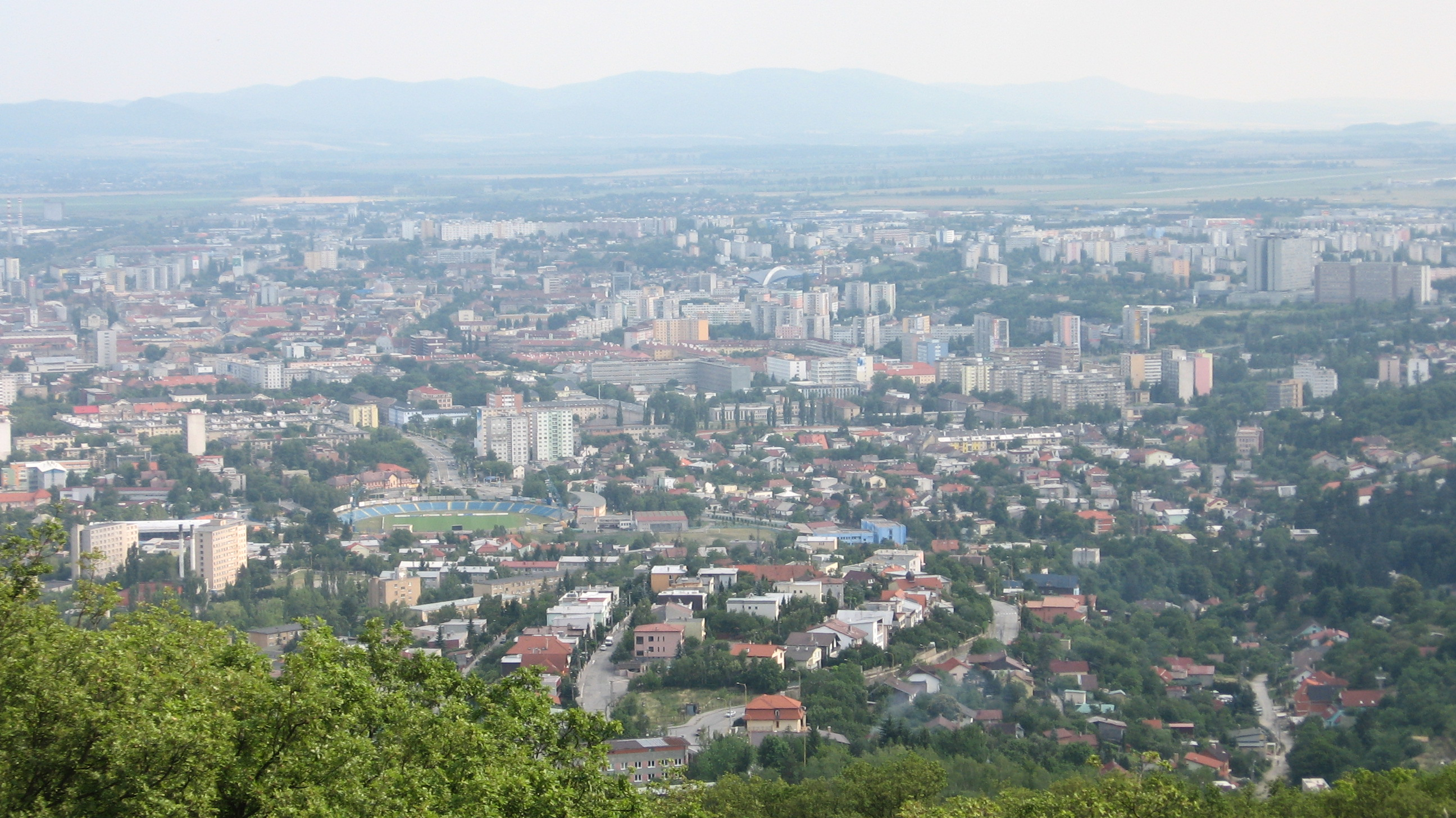
Panoramisch overzicht.

Sever (Hongaars: Kassa-Észak) is een stadsdeel van Košice.

## Topografie
Sever is gelegen in het noorden van de stad Košice, op een hoogte van 260 meter ten opzichte van de zeespiegel, en maakt deel uit van het district Košice I.
Met een oppervlakte van 54,59 km² is dit het grootste stadsdeel van Košice. 
Het nood-oostelijke deel van zijn grens van Sever wordt gevormd door het stadsdeel Kavečany. De oostelijke grens raakt de stadsdelen Ťahanovce, Sídlisko Ťahanovce en Džungľa. De zuidoostelijke grens volgt de loop van de rivier Hornád. In het zuiden sluit Sever aan bij Staré Mesto, Západ, Sídlisko KVP en Myslava.
De grens tussen Sever en Staré Mesto loopt langs de Letná ulica en gaat over een korte afstand verder via de Trieda SNP tot bezuiden het amfitheater. Daarna volgt ze de loop van de beek: Račí potok.

### Wijken
De volgende wijken maken deel uit van Sever:
- Amfitheater
- Mier
- Červený Breh
- Čermeľ
- Watsonova
- Solovjevova
- Baránok
- Anička
- Podhradová
- Jahodná
- Bankov

### Straten
De hierna volgende straten liggen geheel of gedeeltelijk in het stadsdeel Sever:

Alešovo nábrežie, Atletická, Banícka, Bankov, Bežecká, Němcovej, Cesta na Jahodnú, Cesta pod Hradovou, Cimborková, Cyklistická, Cyprusová, Čárskeho, Čermeľská cesta, Čermeľské prielohy, Čermeľské údolie, Červený breh, Česká, Detvianska, Dobšinského, Družstevná, Ďumbierska, Fakľová, Gerlachovská, Gogoľova, Havlíčkova, Heydukova, Hlinkova, Horolezecká, Hŕbová, Hroncova, Huncovská, Hurbanova, Chalupkova, Chrastie, Jahodná, Jazdecká, Jedľová, Junácka, Kavečianska cesta, Kisdyho, Komenského, Končistá, Kostolianska cesta, Kostolná, Krupinská, Kustrova, Lesná, Letecká, Letná, Liptovská, Lomnická, Májová, Magdalénska, Malinová, Mánesova, Mengusovská, Medzi mostami, Moravská, Na Kalvárii, Na stráni, Na šajbe, Národná trieda, Nitrianska, Obrancov mieru, Odborárska, Olivová, Oravská, Palkovičova, Palmová, Pod kaštieľom, Pod šiancom, Pod vlekom, Polianska, Potočná, Račí potok, Rampová, Rozálska, Skautská, Sládkovičova, Slavkovská, Slovenská, Slovenského, Slovenskej jednoty, Solisková, Stará spišská cesta, Strakova, Suchodolinská, Szakkayho, Športová, Štrbská, Študentská, Terchovská, Tolstého, Tomášikova, Trenčianska, Tŕňová, Turistická, Ťahanovské riadky, Ulica svornosti, Urbánkova, Vencová, Vihorlatská, Višňová, Vnútorný Červený breh, Vodárenská, Vonkajší Červený breh, Vysokoškolská, Watsonova, Za amfiteátrom, Za štadiónom, Záborského, Záhradná, Zoborská, Zvolenská, Žľaby.

### Pleinen
- Festivalové námestie (Festivalplein)
- Námestie Jána Mathého (Ján Mathý-plein)
- Národné námestie (Nationaal Plein)

### Waterlopen

#### Rivieren
- Hornád
- Čermeľ

#### Beken
- Račí potok

## Geschiedenis
Het oord werd voor het eerst schriftelijk vermeld in 1364. Zijn historiek is nauw verbonden met de geschiedenis van Košice.

### Kasteel van Košice

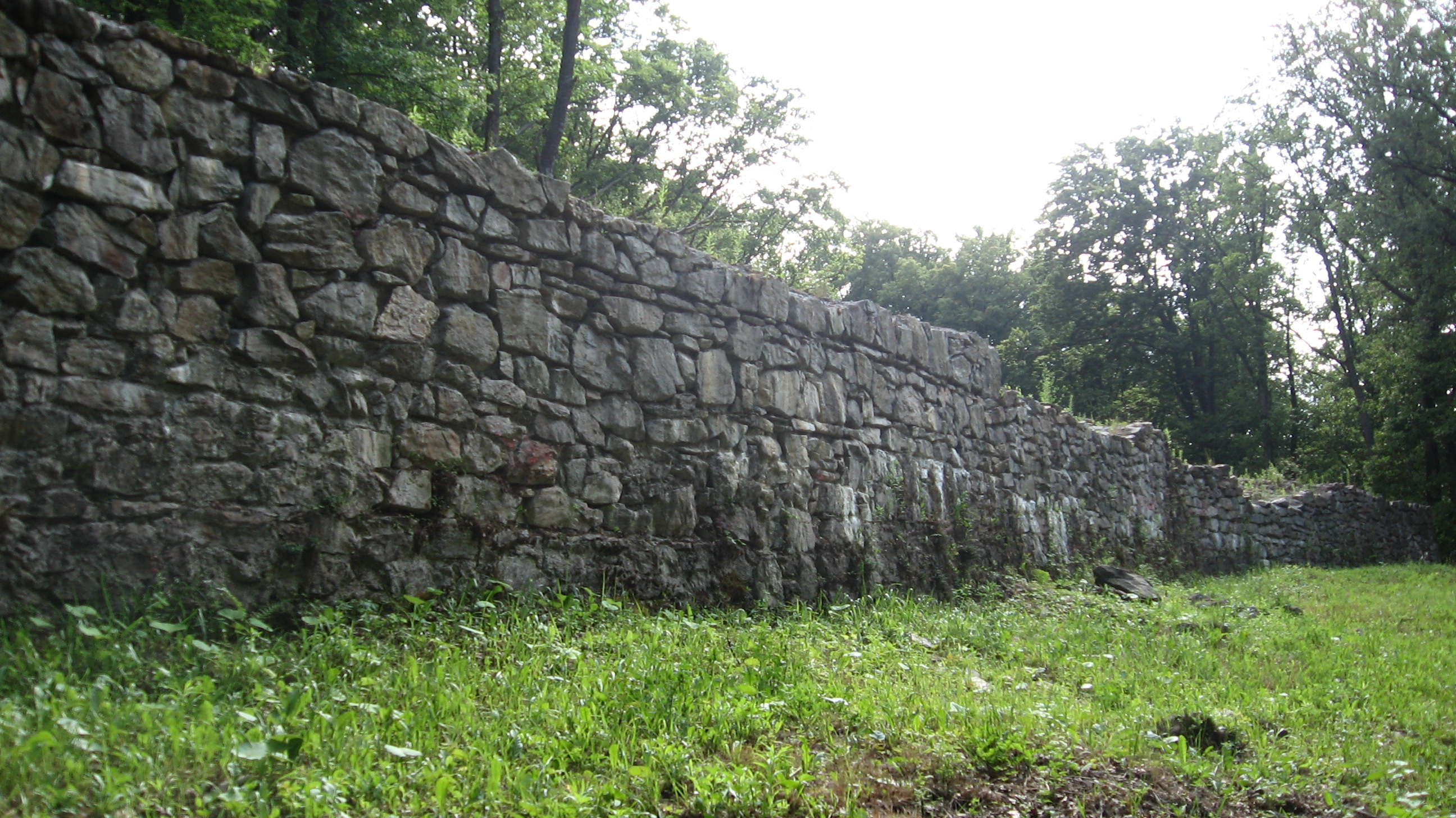
Ruïne van een muur van het kasteel.

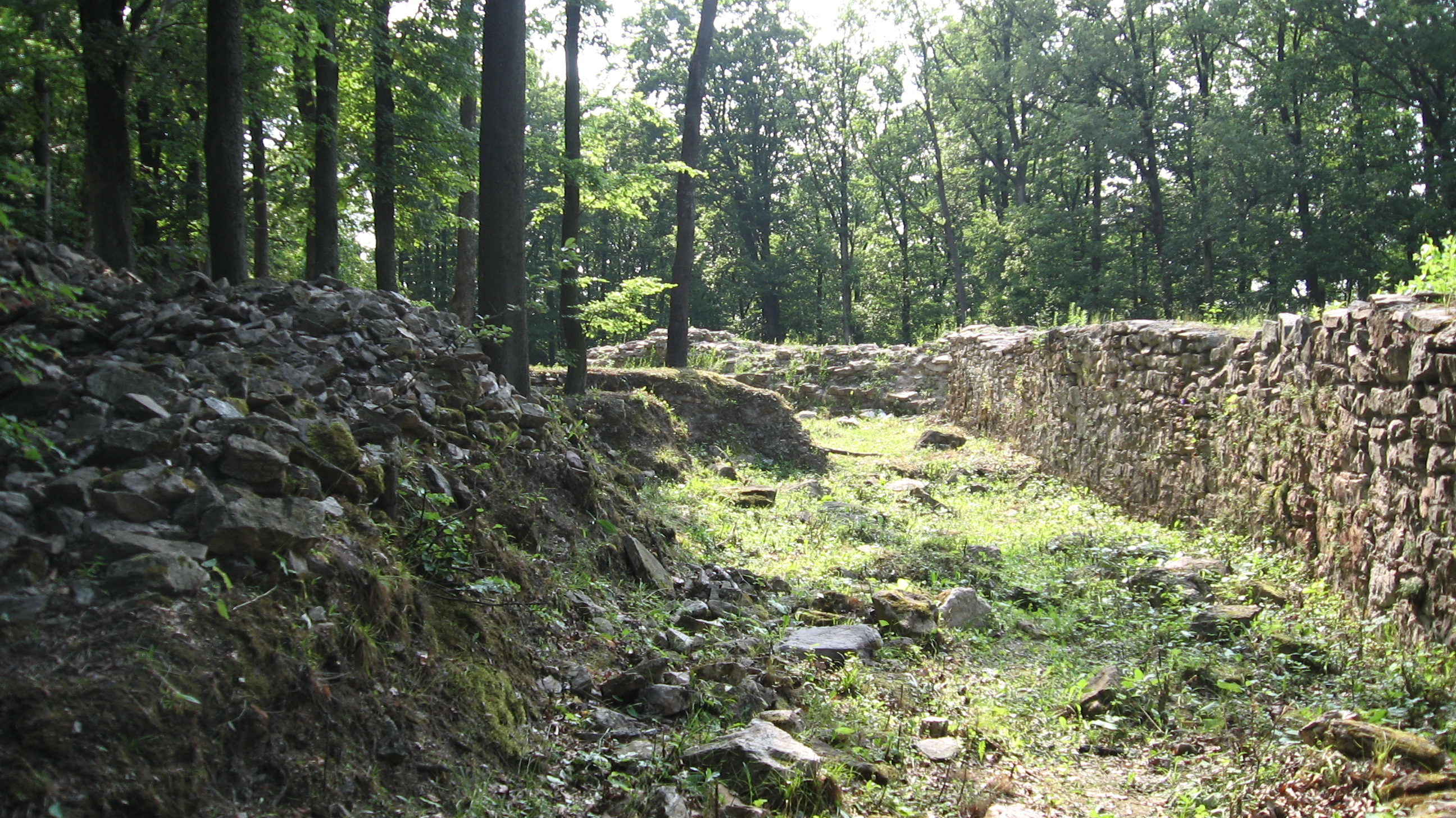
Ruïnes van het kasteel.

Ten noorden van de bebouwde kom van Košice ligt op een hoogte van 466 meter de heuvel Hradová. Deze is gesitueerd tussen de vallei van de Hornád enerzijds, en de Čermeľský-beek anderzijds. Op de top van deze heuvel liggen de overblijfselen van een middeleeuws kasteel dat bekend staat bekend als Košický hrad ("kasteel van Košice"). Deze plaats was in de middeleeuwen vanuit strategisch oogpunt zeer belangrijk.
De Hradová-heuvel rijst uit boven de stad en biedt een uitzicht over het Košice-bekken, waardoor indertijd de mogelijkheid bestond om zeer belangrijke handelswegen te controleren: de route van de Balkan door de Potis-vlakte naar Spiš en Pruisen, alsook de route via Galicië naar Rusland.
In de strijd om de Hongaarse kroon, die omstreeks de overgang van de 13e naar de 14e eeuw gevoerd werd tussen de Tsjechische koning Wenceslas III en de Hongaarse koning Karel Robert, koos Košice partij voor Wenceslas III. De oligarchische familie Omodej bouwde - vermoedelijk tussen 1303 en 1307 - het kasteel nadat ze was overgelopen naar het kamp van Karel Robert. In de overeenkomst van 3 oktober 1311 tussen Karel Robert en de familie Omodej, beloofde deze laatste geen bijkomende kastelen te bouwen, noch op eigen terrein, noch op andere, zonder toestemming van de koning.
In 1307 volgde het stadsbestuur van Košice het voorbeeld van de rebellerende familie Omodej. De stadsraad liep eveneens over naar het kamp van koning Karel Robert met als gevolg dat de spanning tussen de stad en de familie geleidelijk verminderde. Door deze politieke ommekeer verminderde ook het belang van de burcht en werd de bouw naar alle waarschijnlijkheid na 1307 niet voortgezet. Uit de toestand van het terrein en de ruïnes kan men heden ten dage afleiden dat het kasteel destijds niet voltooid was.
Het gebouw was eigenlijk een fort dat met zijn 3,8 meter dikke muren zijn doel kon dienen in weerwil van de onafgewerkte staat. Men neemt aan de burcht in 1445 door Juraj Rozgony werd gesloopt.

### Kalvarieberg

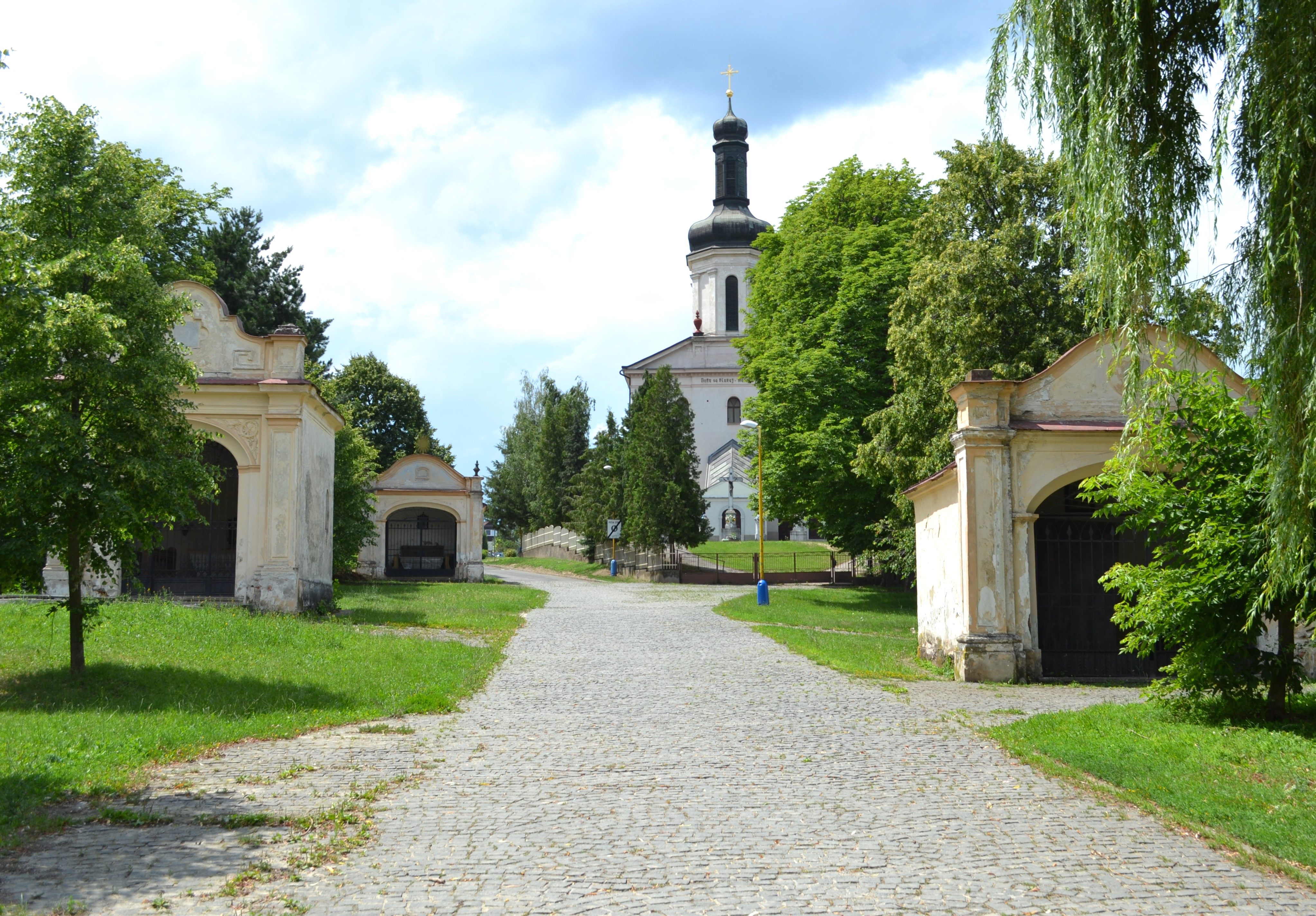
Op de voorgrond: staties van de Kalvarieberg. Op de achtergrond: de Onze-Lieve-Vrouw van Zeven Smartenkerk (1742-1758).

In 1737 werd besloten een rooms-katholieke kerk te bouwen op een verhoging in het landschap, in noordoostelijke richting tamelijk ver van het oude stadscentrum. Deze heuvel noemde men Kalvária (Kalvarieberg) en de plaats waar de kerk zou gebouwd worden, noemde men Golgotha. De jezuïeten droegen de verantwoordelijkheid voor de oprichting van dat bedehuis. De bouw van de kerk in kwestie, de "Onze-Lieve-Vrouw van Zeven Smartenkerk", begon pas zes jaar na de goedkeuring van het plan, dit wil zeggen in 1742. Het gebouw werd voltooid in 1758.
Golgotha lag toentertijd in een bos, op een van de eerste heuvels van het Slowaaks Ertsgebergte.
Aanvankelijk rustte men de kerk uit met een lage houten toren met twee verdiepingen. De constructie nam 16 jaar in beslag, maar de jezuïeten maakten er slechts 15 jaar gebruik van, vermits hun orde in 1773 ontbonden werd. Na het vertrek van de religieuzen nam het leger de tempel in beslag en gebruikte hem als munitiedepot. 
Van zodra echter de Napoleontische oorlogen voorbij waren, kwam het gebouw terug in het bezit van de rooms-katholieke clerus. Er werden verbeteringswerken uitgevoerd en na de beëindiging van die activiteiten werd de kerk in 1820 opnieuw gewijd.
Het uitzicht van de bidplaats zoals men die in 2021 kent, dateert van 1870. Toen werd de houten toren vervangen door een stenen constructie.
Eveneens in 1870 bouwde men onder de blote hemel, aan de kant van het priesterkoor, een overkapping. Daar ziet men een beeld dat de kruisafneming van Christus voorstelt
Aan het tegenovergestelde uiteinde van de kerk, dit wil zeggen: aan de hoofdingang, ziet men drie kruisbeelden die de kruisiging van Christus voorstellen, met naast hem de goede en de slechte moordenaar.
Toen de begraafplaats van Sint-Rosalia niet meer voldoende groot was, begon men tussen 1849 en 1889 met begraven op Golgotha. Langsheen de stoep die leidt van het amfitheater naar de kerk staan kapelletjes die bedoeld waren als grafkelder voor rijke families. In totaal zijn er 16 dergelijke kapellen waarvan er 14 de kruisweg voorstellen. De twee andere zijn gebouwd ter ere van de Maagd Maria. In de jaren 1960 werd de begraafplaats op Golgotha gesloten.

## Bezienswaardigheden

### Monumenten

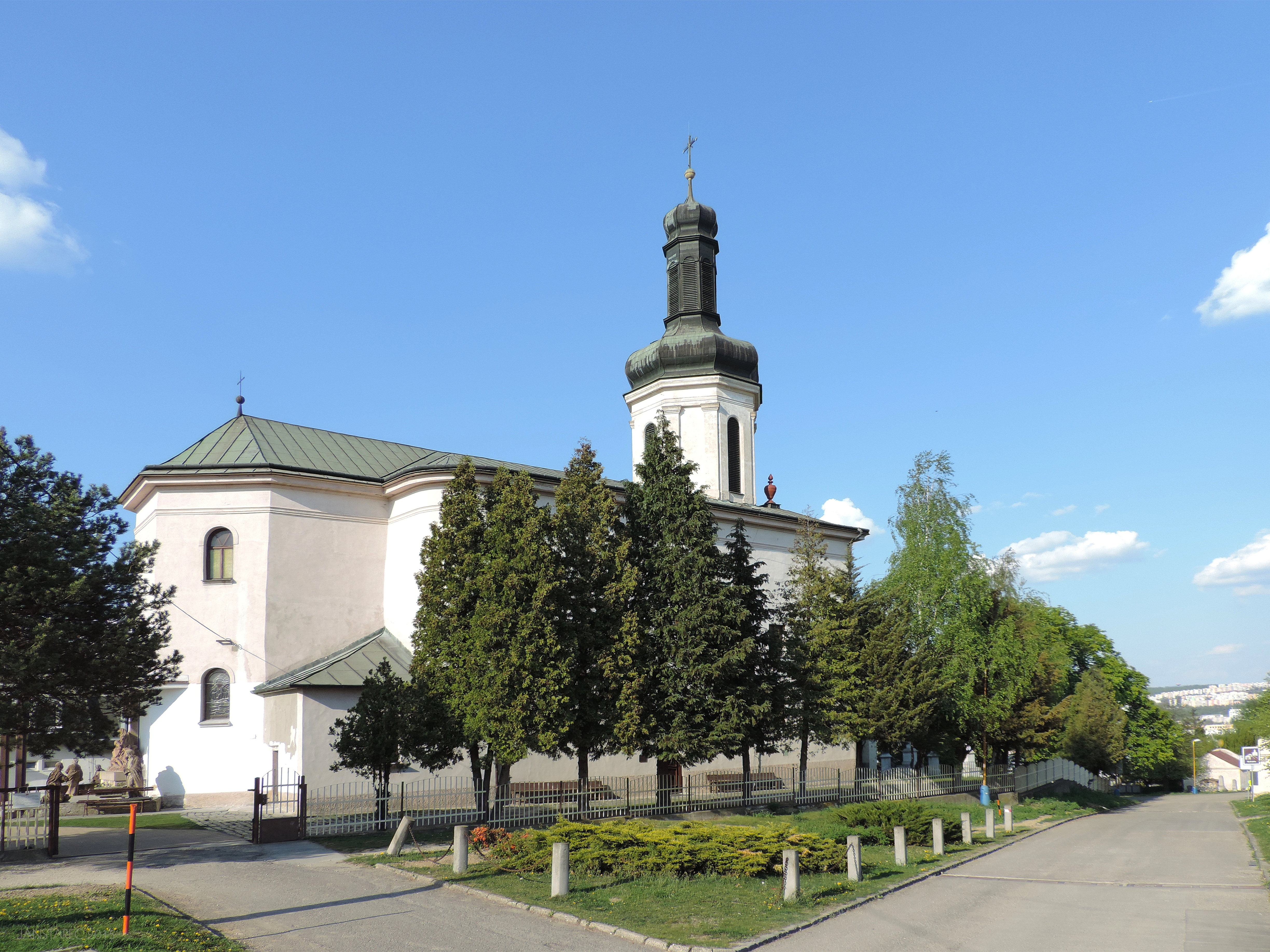
Onze-Lieve-Vrouw van Zeven Smartenkerk.

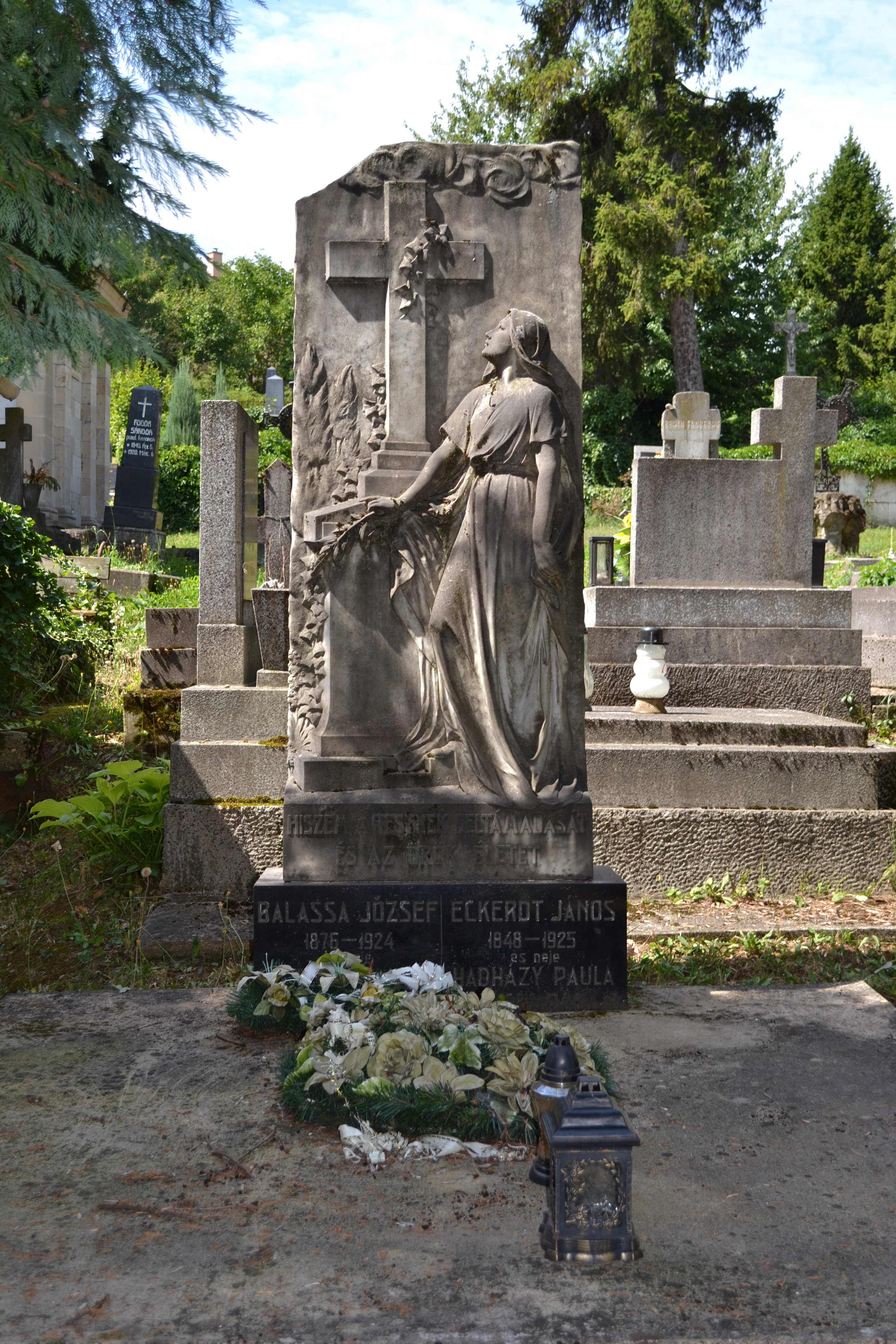
Begraafplaats van Sint-Rosalia.

- In het noorden van Sever ligt de Hradová-heuvel (466 m hoogte), waar benevens de kasteelruïne ook een uitkijktoren is. Zie hoger: "Kasteel van Košice".
- In het zuiden, grenzend aan het stadsdeel Staré Mesto, bevindt zich het amfitheater (vlak bij Trieda SNP).
- Een van de oudste belangrijke monumenten is de barokke Onze-Lieve-Vrouw van Zeven Smartenkerk op Golgotha (Kalvarieberg). Zie hoger: "Kalvarieberg".
- Ten noorden van de Kalvarieberg ligt de begraafplaats van Rozália (Rozálska ulica) met de kapel van Sint-Rosalia.

### Parken
- In het zuidoosten ligt het Park Komenského waarvan de naam herinnert aan Jan Amos Komenský.
- Eveneens in het zuidoosten, iets meer zuidelijk dan het Komenského-park, ligt het Park Angelinum ulica (Angelinum Park).
- In noordwestelijke richting bevindt zich de botanische tuin van de P. J. Šafárik-universiteit (Košicka botanická záhrada) (aan de Mánesova, tegenover de Halviškova).
- Park duklianskych obetí (Park van de Duklian-slachtoffers).
- Park obrancov mieru (Park van de verdedigers der vrijheid).

### Toeristische spoorlijn
In het centrum van Sever heeft de toeristische smalspoorlijn Čermeľská železnica (parcours: van Čermeľ naar Alpinka) haar beginpunt. Ze heeft een lengte van ongeveer 4 kilometer, loopt doorheen de Čermel'ska-vallei naar Alpinka en wordt ook "Kinderspoorlijn" genoemd omdat er aan kinderen en jongelui inzage wordt gegeven van het spoorweggebeuren. De lijn maakt voor de tractie gebruik van oude stoom- en diesellocomotieven. Ze is operationeel vanaf 1 mei tot laat in de herfst.

### Allerlei
- Polikliniek Sever (Slowaaks: Poliklinika Sever).
- In westelijke richting, achter de Kalvarieberg, ligt een magnesietmijn.
- In noordwestelijke richting, ten westen van Kavečany, ligt het recreatiegebied Jahodná.
- Bankov-recreatiegebied.

## Openbaar vervoer

### Treinen
Voor het vervoer per trein zijn de bewoners aangewezen op het station van Košice. Dit bevindt zich op een afstand van ongeveer 3 kilometer. Er zijn regelmatig verbindingen naar een grote verscheidenheid van bestemmingen, zowel naar binnen- als buitenland.

### Trams
Het centrum van Sever wordt bediend door trams van het stedelijk transportbedrijf.

## Illustraties

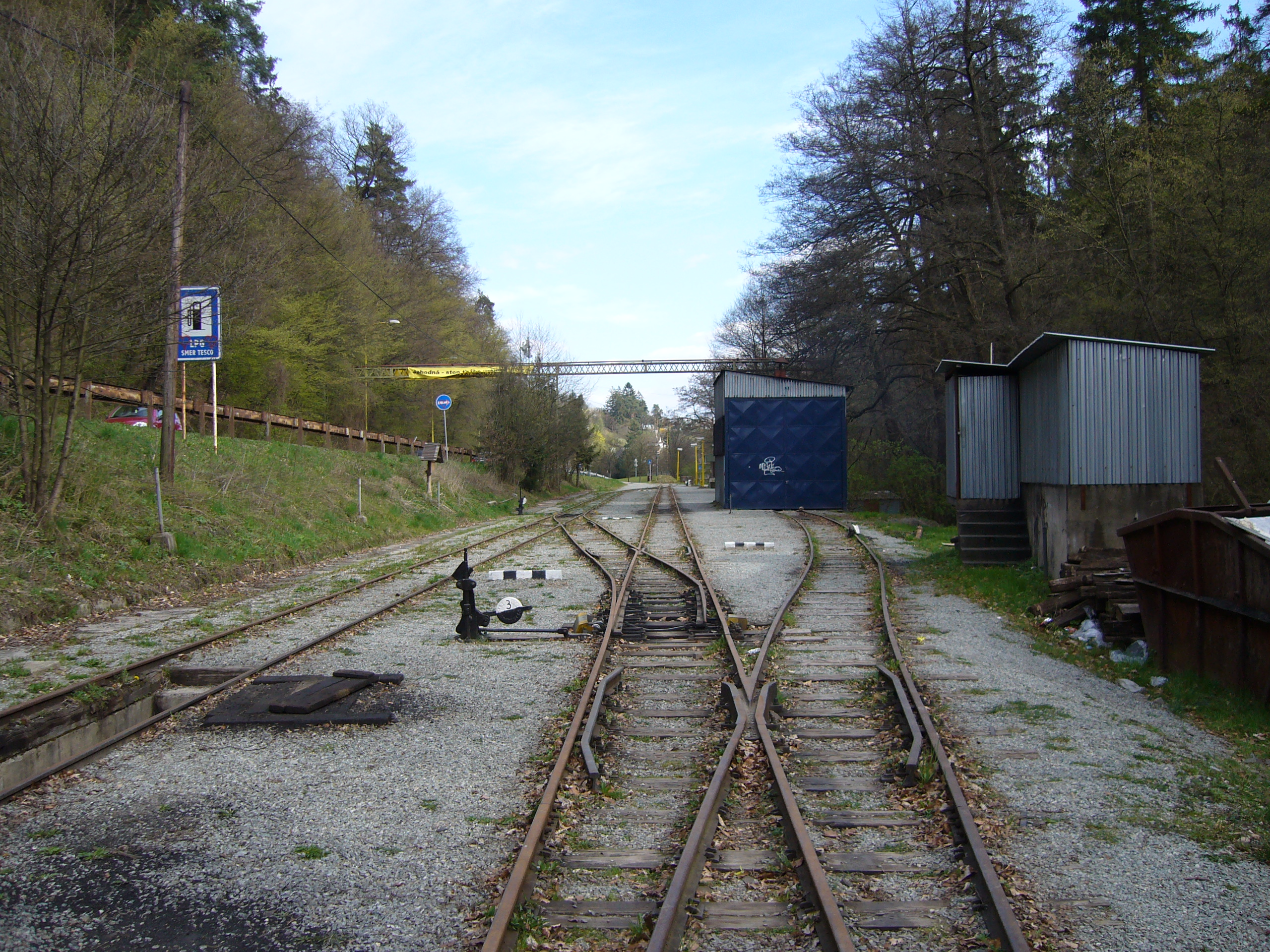
Het emplacement van de smalspoorweg Čermeľská železnica.
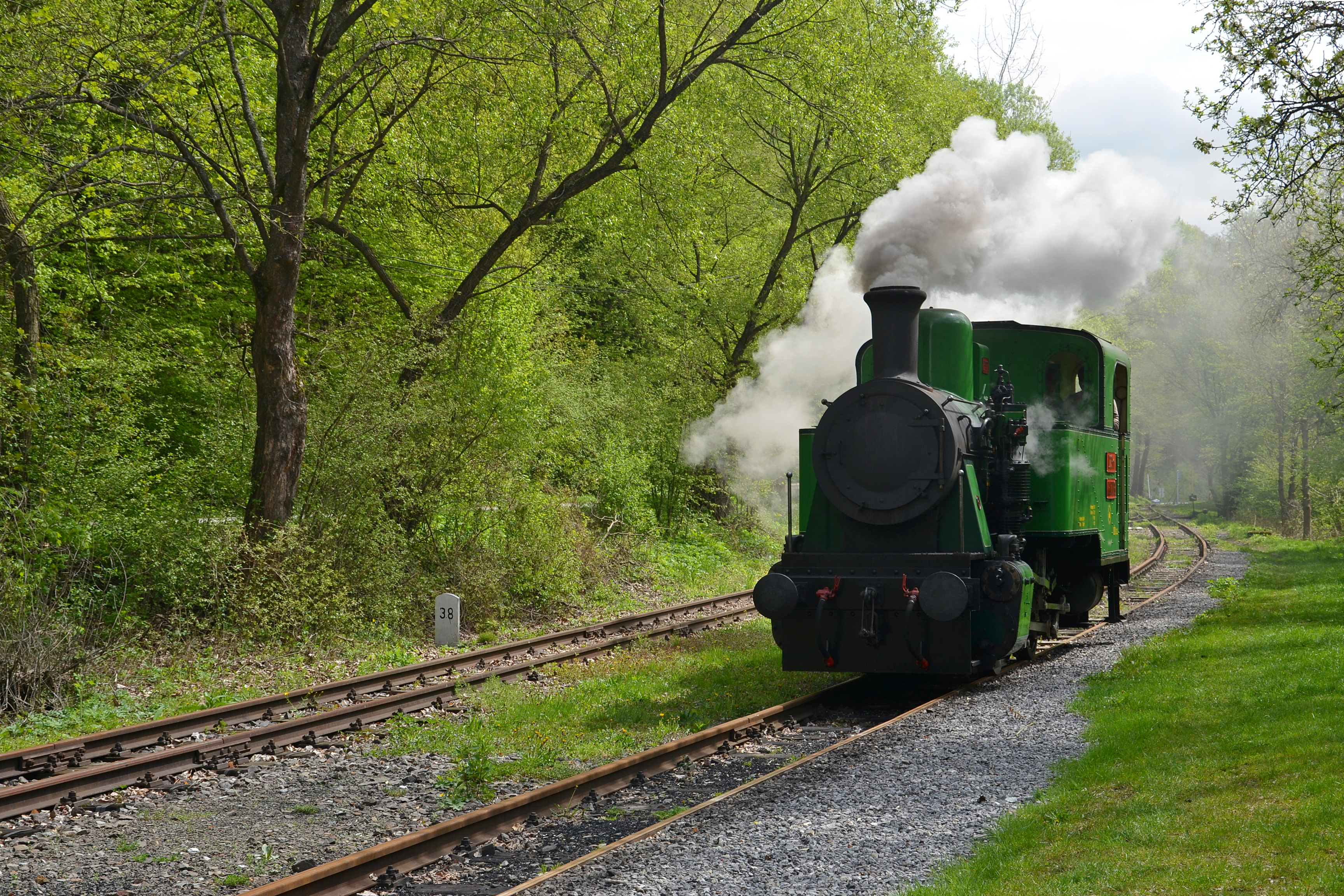
Locomotief van de smalspoorlijn.
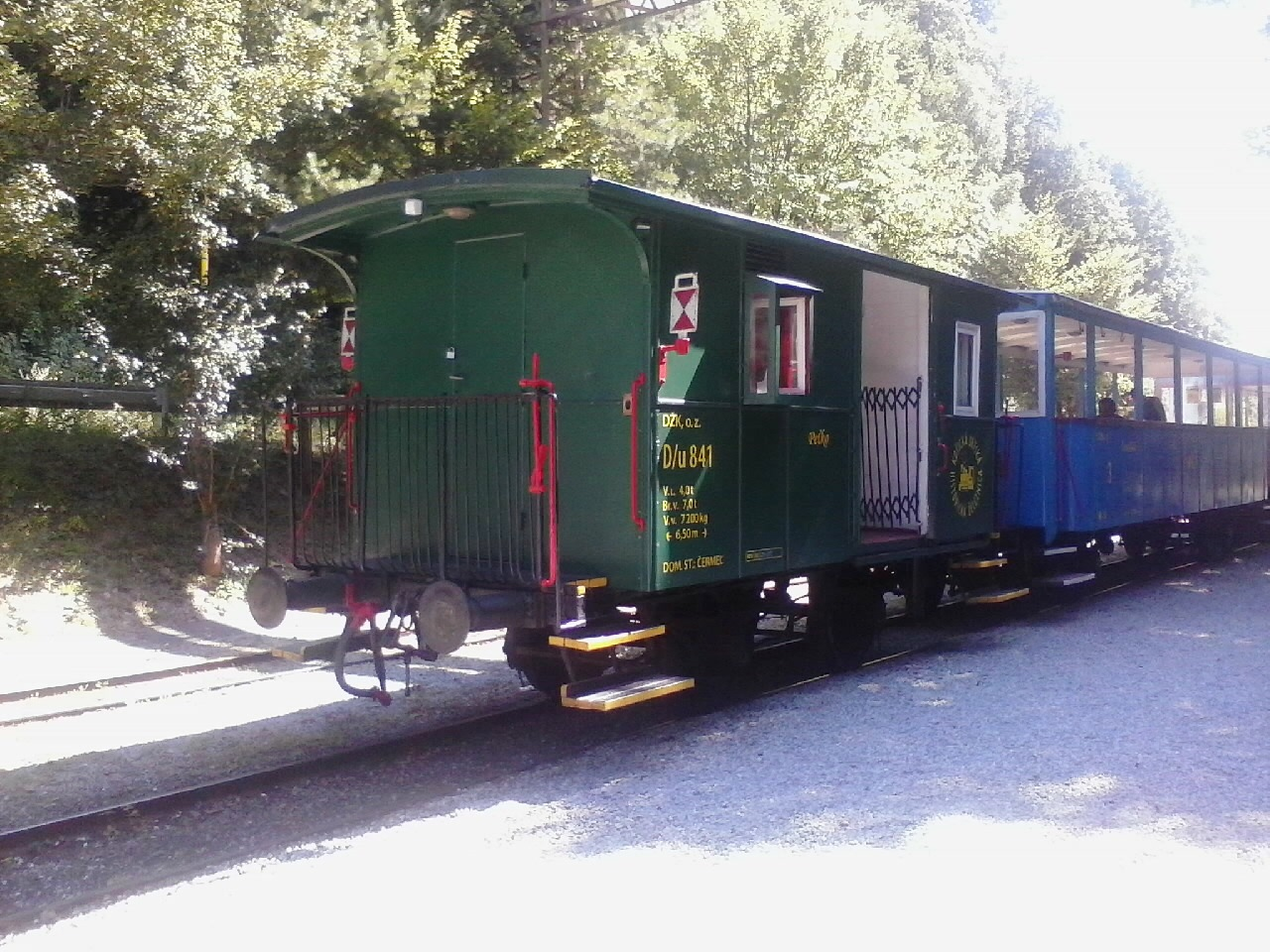
Rijtuigen van de smalspoorlijn.
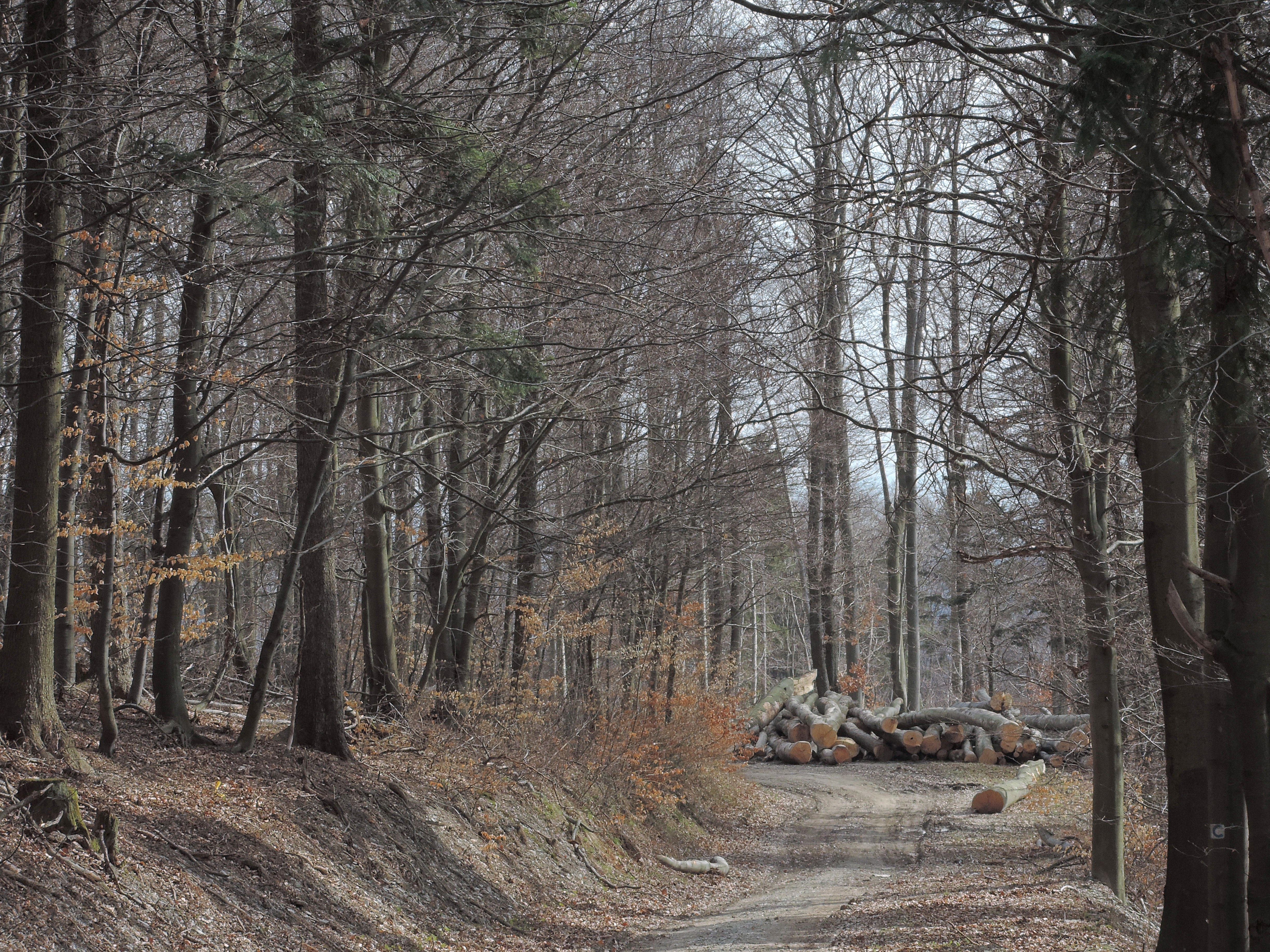
Het bebost gebied.
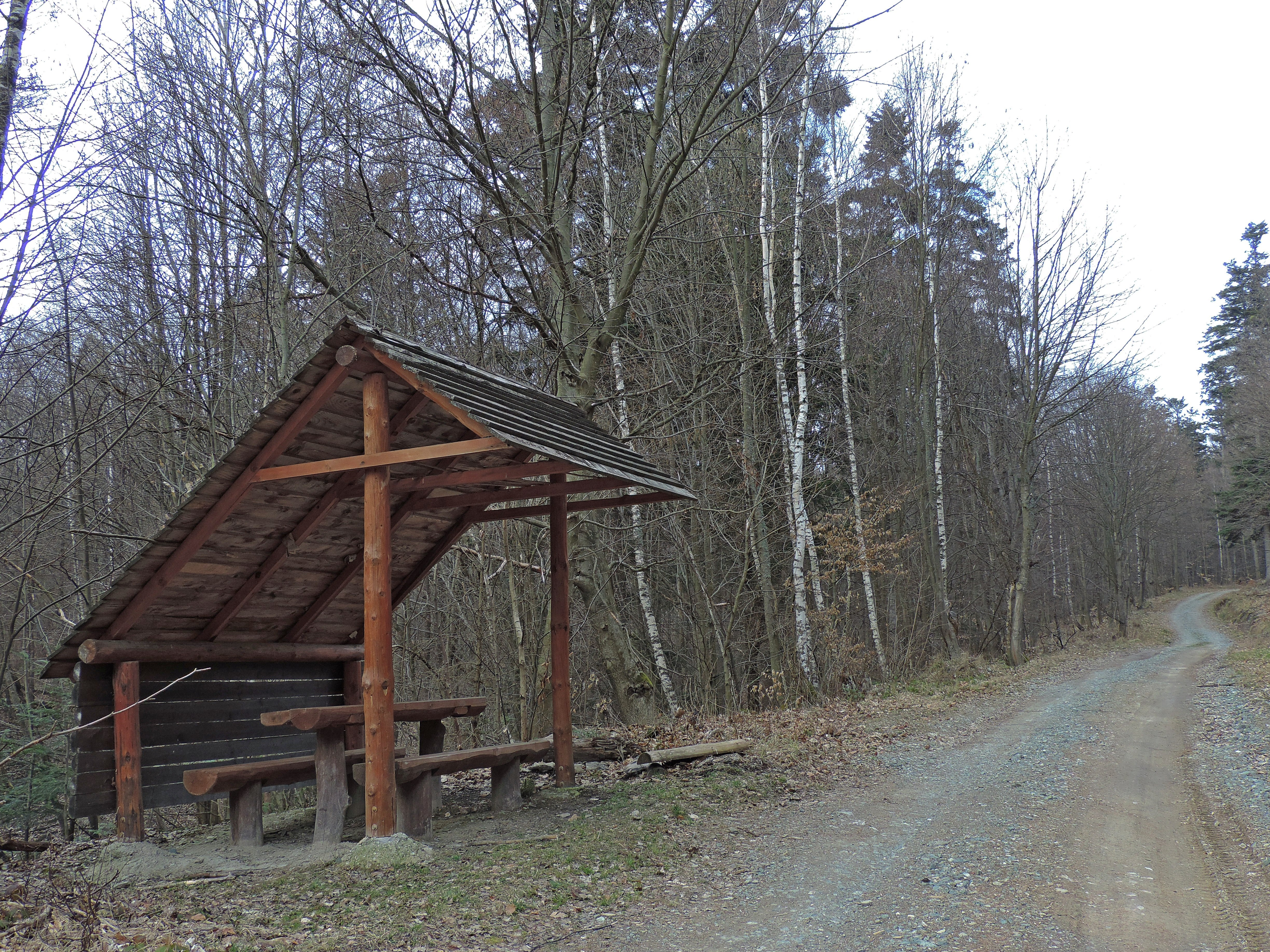
Bebost gebied.
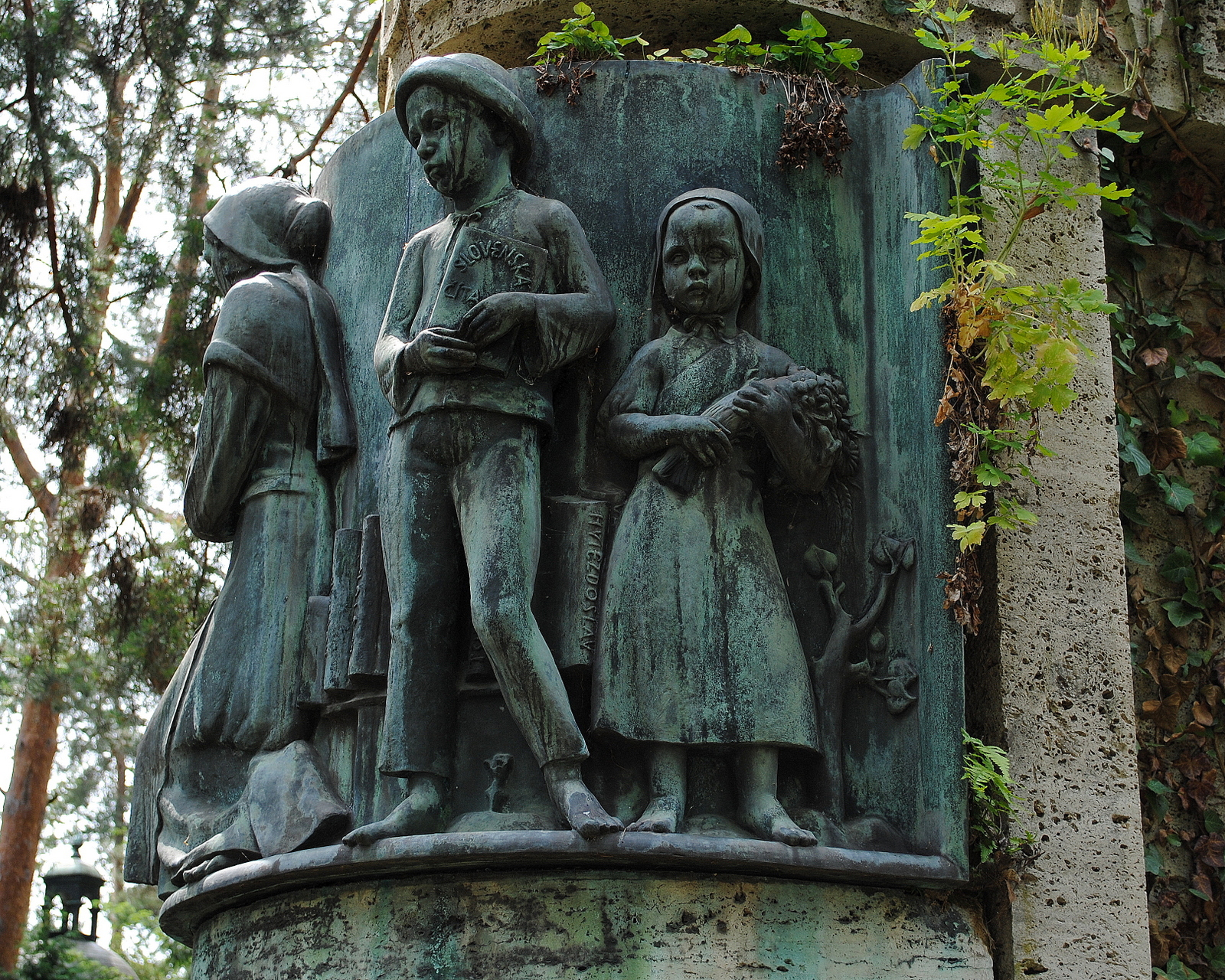
Begraafplaats van Sint-Rosalia.
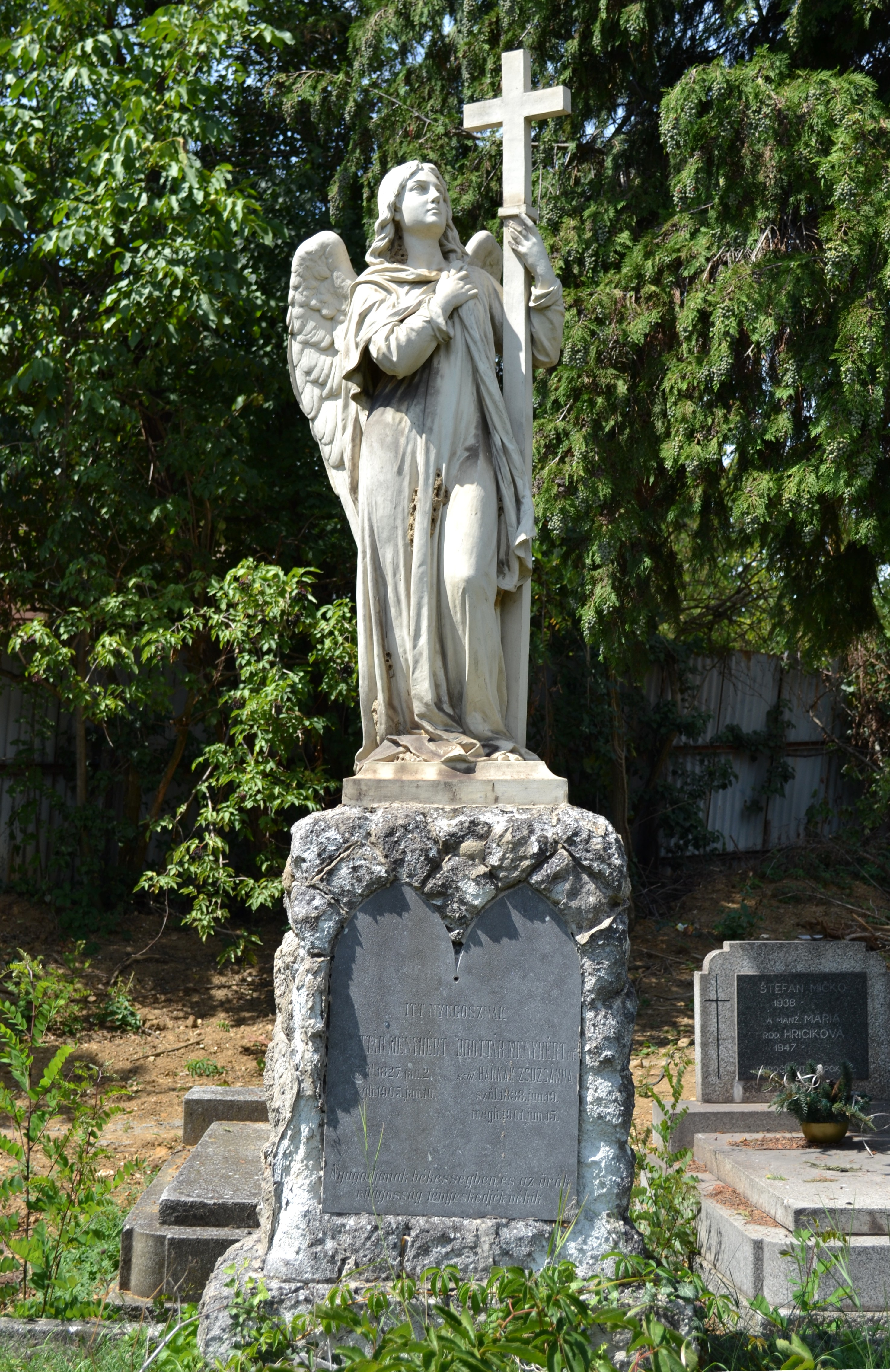
Grafmunument op de begraafplaats van Sint-Rosalia.
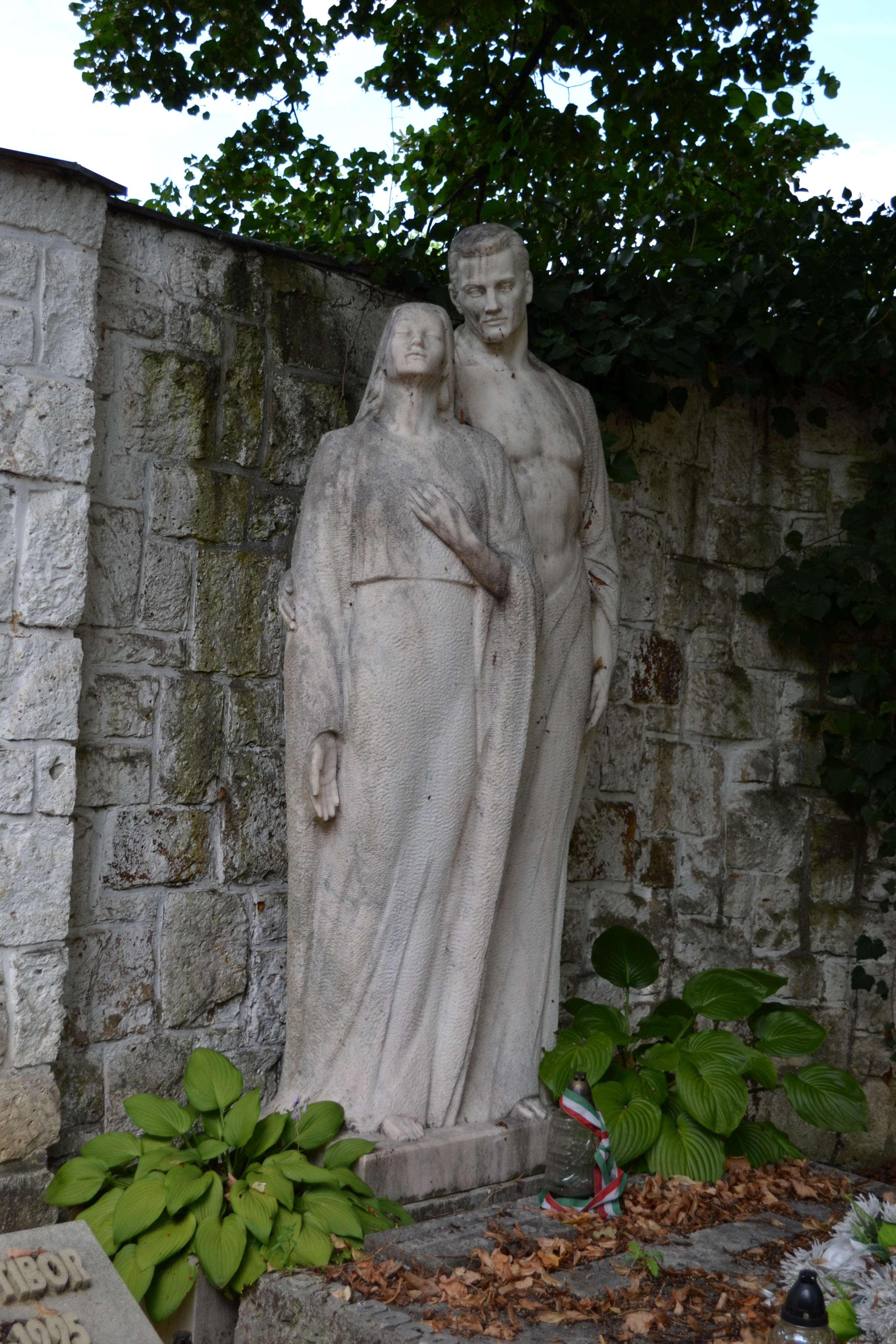
Grafmunument op de begraafplaats van Sint-Rosalia.
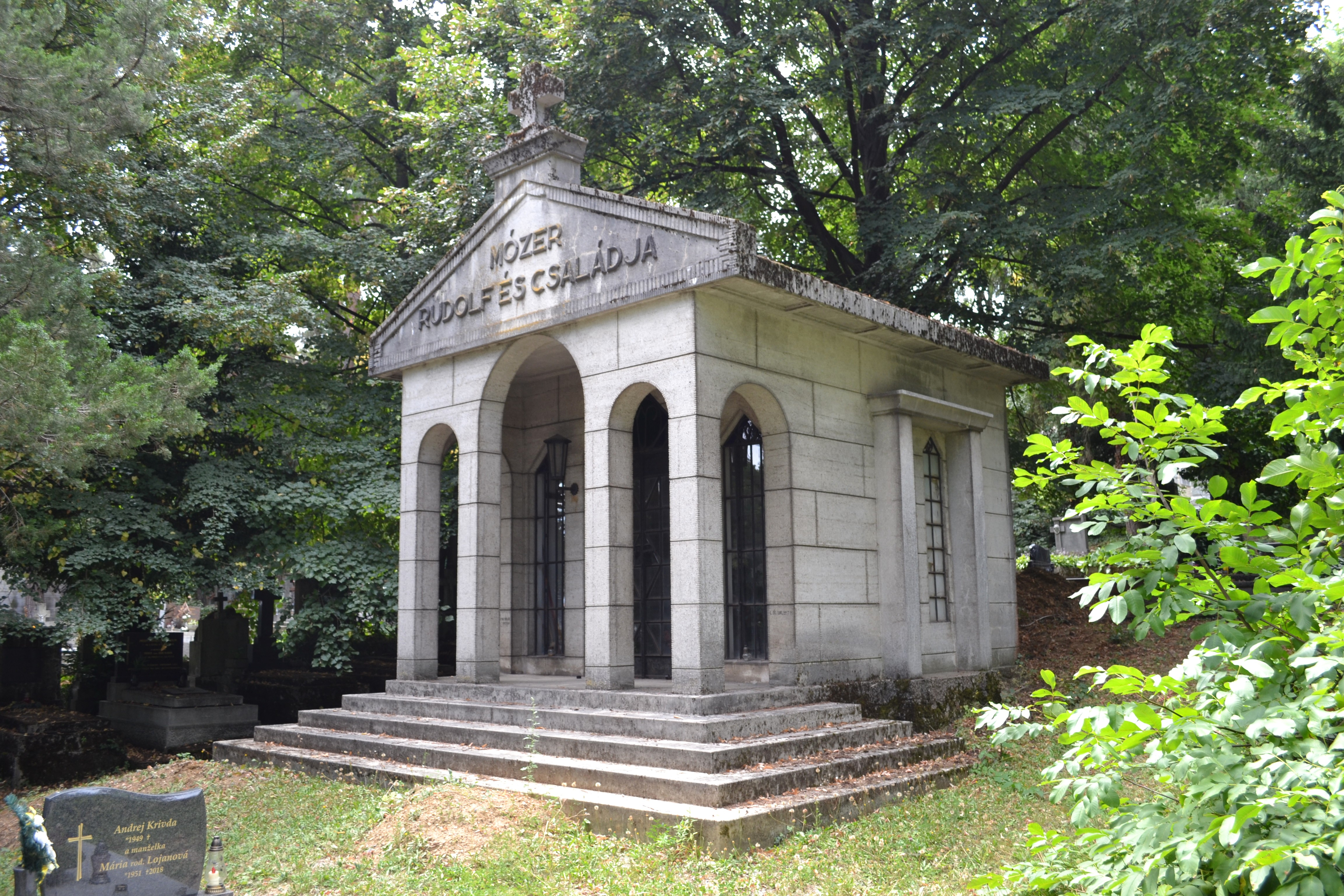
Grafmunument op de begraafplaats van Sint-Rosalia.
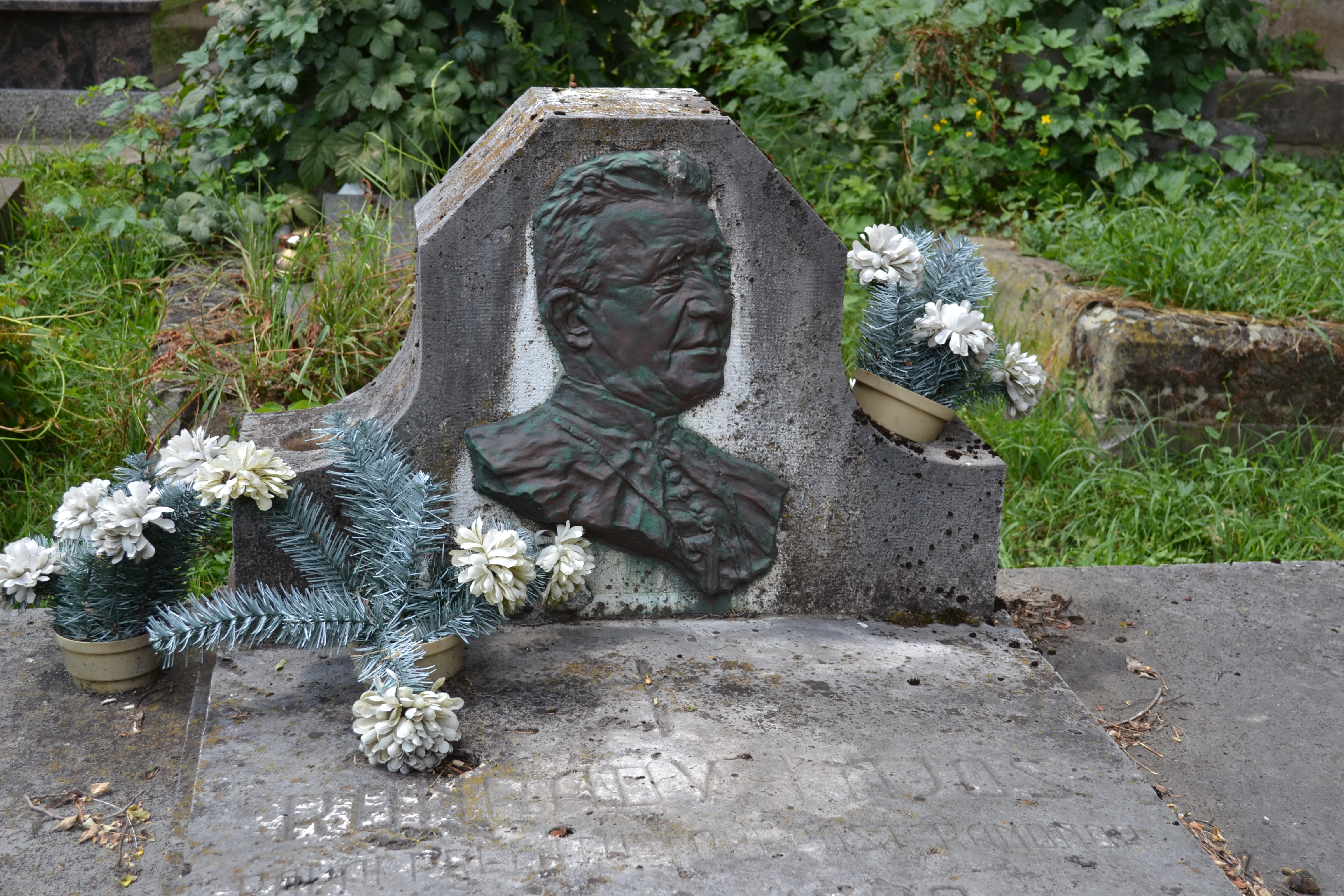
Grafmunument van Konrády Lajos (°1859 †1929). Deze priester verwezenlijkte de elektrische verlichting in de kathedraal van Košice.